# HardBall 4
HardBall 4 is een computerspel dat werd ontwikkeld door MindSpan en uitgegeven door Accolade. Het spel kwam in 1994 uit voor Sega Mega Drive en DOS. Het spel is het vervolg op HardBall III. Met het sportspel kan de speler honkbal spelen. Het perspectief van het spel wordt getoond in de derde persoon. Tijdens het spel zorgt Al Michaels voor het commentaar.

## Platforms
| Platform        | Jaar |
| --------------- | ---- |
| DOS             | 1994 |
| Sega Mega Drive | 1994 |

## Ontvangst
| Beoordeeld door                      | Platform        | Datum            | Score |
| ------------------------------------ | --------------- | ---------------- | ----- |
| Entertainment Weekly                 | DOS             | 17 februari 1995 | 100%  |
| PC Games (Duitsland)                 | DOS             | maart 1995       | 87%   |
| Game Players                         | Sega Mega Drive | augustus 1994    | 85%   |
| FLUX                                 | Sega Mega Drive | april 1994       | 85%   |
| GamePro (USA)                        | Sega Mega Drive | september 1994   | 80%   |
| Video Games & Computer Entertainment | Sega Mega Drive | augustus 1994    | 80%   |
| PC Player (Duitsland)                | DOS             | juni 1995        | 74%   |
| All Game Guide                       | Sega Mega Drive | 1998             | 70%   |
| Computer Gaming World (CGW)          | DOS             | april 1995       | 70%   |
| The Video Game Critic                | Sega Mega Drive | 6 mei 2012       | 42%   |